# Leichtathletik-Weltmeisterschaften 2009/Teilnehmer (Eritrea)
| Gelbes Symbol für Goldmedaillen mit stilisierten Olympischen Ringen | Graues Symbol für Silbermedaillen mit stilisierten Olympischen Ringen | Braundes Symbol für Bronzemedaillen mit stilisierten Olympischen Ringen |
| ------------------------------------------------------------------- | --------------------------------------------------------------------- | ----------------------------------------------------------------------- |
| —                                                                   | 1                                                                     | —                                                                       |

Der Leichtathletik-Verband Eritreas stellte acht Athleten bei den Leichtathletik-Weltmeisterschaften 2009 in Berlin.

## Ergebnisse

### Männer

#### Laufdisziplinen
| Athlet               | Disziplin | Vorlauf      | Vorlauf | Halbfinale         | Halbfinale         | Finale             | Finale             |
| Athlet               | Disziplin | Zeit         | Platz   | Zeit               | Platz              | Zeit               | Platz              |
| -------------------- | --------- | ------------ | ------- | ------------------ | ------------------ | ------------------ | ------------------ |
| Hais Welday          | 1500 m    | 3:43,84 min  | 29      | nicht qualifiziert | nicht qualifiziert | nicht qualifiziert | nicht qualifiziert |
| Teklemariam Medhin   | 5000 m    | 13:23,48 min | 11      |                    |                    | 13:44,65 min       | 15                 |
| Teklemariam Medhin   | 10.000 m  |              |         |                    |                    | 27:58,89 min SB    | 12                 |
| Kidane Tadasse       | 5000 m    | 13:30,85 min | 21      |                    |                    | nicht qualifiziert | nicht qualifiziert |
| Kidane Tadasse       | 10.000 m  |              |         |                    |                    | 27:41,50 min SB    | 9                  |
| Samuel Tsegay        | 5000 m    | 13:26,78 min | 18      |                    |                    | nicht qualifiziert | nicht qualifiziert |
| Zersenay Tadese      | 10.000 m  |              |         |                    |                    | 26:50,12 min SB    | Silber             |
| Yared Asmerom        | Marathon  |              |         |                    |                    | DNF                | DNF                |
| Yonas Kifle          | Marathon  |              |         |                    |                    | DNF                | DNF                |
| Tesfayohannes Mesfin | Marathon  |              |         |                    |                    | 2:39:51 h          | 67                 |